# Salpornis
Salpornis es un género de aves paseriformes en la familia Certhiidae.

## Especies
El género tiene dos especies reconocidas:
- Salpornis spilonota (Franklin, 1831) – agateador moteado indio;
- Salpornis salvadori (Barboza du Bocage, 1878) – agateador moteado africano.

La población africana era tratada anteriormente como subespecie, pero las diferencias en tamaño, llamadas y secuencias de ADN mitocondrial han apoyado la división de las poblaciones africanas e indias en especies distintas.